# Keimola Motor Stadium

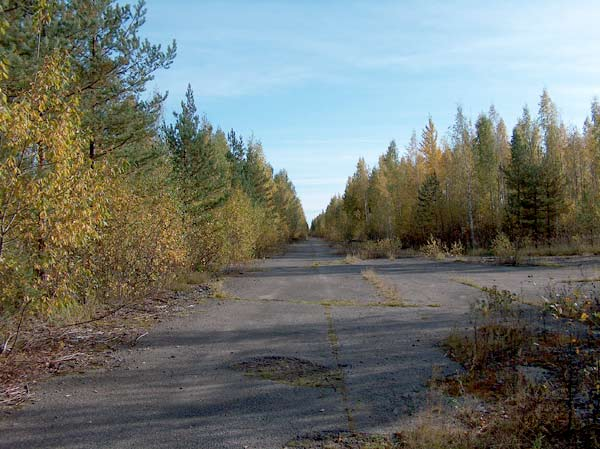
Recta principal del circuito

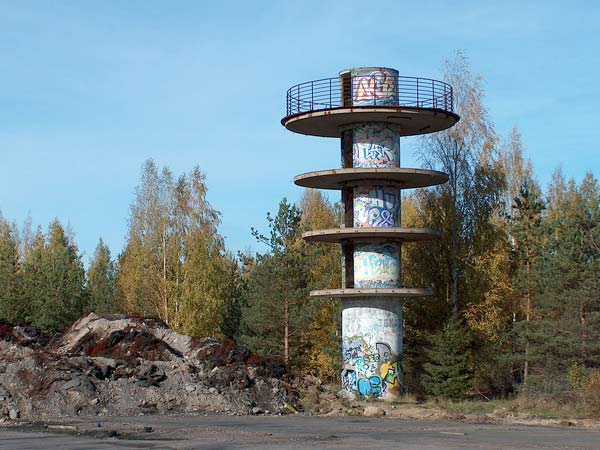
Torre de control

El Keimola Motor Stadium, era un circuito situado en Vantaa, Finlandia.
La pista fue fundada por Alex Lincoln y la construcción de la pista se inició en 1965, fue inaugurado el 12 de junio de 1966.
La pista nunca fue utilizada para carreras de Fórmula 1 a pesar de que su perfil se adaptara a las pistas de Fórmula 1 de la época. La pista se utilizaba muy a menudo para la Fórmula Dos. En esta época, los pilotos de Fórmula 1, también podían participar en la Fórmula Dos, así que en Keimola se vieron leyendas tales como: Jim Clark, Graham Hill, Jack Brabham, Jochen Rindt y Denny Hulme.
La pista consistía en 3,3 kilómetros (2,1 mi; 2,1 mi) de siete curvas largas y consistentes y en 1 kilómetro (0,6 mi; 0,6 mi) de recta de meta. Unida, su longitud era de 4,3 kilómetros (2,7 mi; 2,7 mi).
Hoy en día la pista no es apta para conducir, pero la torre de control todavía está allí.

## Interserie
La Serie Europea de Prototipos (Interserie), corrió en Keimola entre 1970 y 1972. Leo Kinnunen de Racing Team AAW corrió las temporadas entre 1971-1973 y ganó el campeonato en cada año. El récord de la pista, también fue conseguido por Kinnunen que condujo en una carrera de Interserie en 1972 con un Porsche 917/10 TC. El tiempo de vuelta fue 1 minuto y 11'74 segundos con una velocidad media de 165,4 km/h.

## Rallycross
La primera carrera de Rallycross en Keimola fue organizada y corrida el 9 de junio de 1974. Fue una carrera del Campeonato de Europa de Rallycross, que fue ganada por el sueco Björn Waldegård. Entre 1974 y 1978 hubo un total de cinco carreras de ERC en el circuito, todo organizado por el club de Helsinki basadoHelsingin UA, y las tres últimas fueron reconocidas por la  FIA como carreras del Campeonato de Europa FIA de Rallycross.

### Ganadores del ERC en Keimola
- 09.06.1974: Björn Waldegård (Sweden), Porsche Carrera
- 01.06.1975: Dick Riefel (Netherlands), VW 1303S with Porsche Carrera engine
- 30.05.1976: Franz Wurz (Austria), Lancia Stratos HF
- 29.05.1977: Herbert Grünsteidl (Austria), Alpine A310 V6
- 28.05.1978: TC Division – Per-Inge Walfridsson (Sweden), Volvo 343 Turbo
- 28.05.1978: GT Division – Olle Arnesson (Sweden), Porsche Carrera

## Dragsters
Keimola recibió la primera carrera de Dragsters en Finlandia